# Nicolò Buratti
Nicolò Buratti (født 7. juli 2001 i Udine) er en cykelrytter fra Italien, der er på kontrakt hos Bahrain Victorious.
Efter et succesfuldt 2022 hos Bahrain Victorious’ udviklingshold Cycling Team Friuli ASD som bød på fem sejre og flere andre topplaceringer, offentliggjorde Bahrain at holdet fra 2024-sæsonen havde skrevet kontrakt med Buratti. Den 11. april 2023 blev Buratti over et halvt år før det planlagte, rykket op på World Tour-holdet, og fik debut for Bahrain-holdet ved Brabantse Pijl dagen efter.